# Nature Valley Grand Prix
Der Nature Valley Grand Prix war ein jährlich im Juni stattfindendes Etappenrennen in Minnesota, USA. Es war Teil des Nature Valley Bicycle Festivals. Das Rennen wurde sowohl für die Männer-Elite als auch für die Frauen-Elite ausgetragen. Rekordsieger im Profi-Bereich der Männer ist Rory Sutherland, der drei Austragungen in Serie gewann (2008, 2009 und 2010). Bei den Frauen ist die US-Amerikanerin Kristin Armstrong Rekordsiegerin. Sie errang ihre vier Erfolge ebenfalls in Serie, von 2006 bis 2009.
2010 bestand das Etappenrennen aus drei Kriterien, zwei Straßenrennen und einem Zeitfahren.
Der North Star Grand Prix wurde 2018 abgesagt, was sein 20. Jahr gewesen wäre. Ein Versuch, es 2019 zurückzubringen, scheiterte jedoch, da keine Sponsoren gefunden wurden und eine GoFundMe-Kampagne nur 6 % der benötigten Mittel aufbrachte.

## Sieger
| Jahr | Männer             | Frauen             |
| ---- | ------------------ | ------------------ |
| 2017 | Colin Joyce        | Emma Weiß          |
| 2016 | Evan Huffman       | Brianne Walle      |
| 2015 | Tom Zirbel         | Kein Rennen        |
| 2014 | Ryan Anderson      | Carmen Klein       |
| 2013 | Michael Friedman   | Shelley Olds       |
| 2012 | Tom Zirbel         | Carmen Small       |
| 2011 | Jesse Anthony      | Amber Neben        |
| 2010 | Rory Sutherland    | Shelley Evans      |
| 2009 | Rory Sutherland    | Kristin Armstrong  |
| 2008 | Rory Sutherland    | Kristin Armstrong  |
| 2007 | Ivan Stević        | Kristin Armstrong  |
| 2006 | Karl Menzies       | Kristin Armstrong  |
| 2005 | John Lieswyn       | Christine Thorburn |
| 2004 | Ben Jacques-Maynes | Lyne Bassette      |
| 2003 | Trent Klasna       | Katie Mactier      |
| 2002 | John Lieswyn       | Laura Van Gilder   |
| 2001 | Frank McCormack    | Suzanne Sonye      |
| 2000 | Robbie Ventura     | Becky Quinn        |
| 1999 | Dale Sedgewick     | Odessa Gunn        |